# 克拉倫登 (紐約州)
克拉倫登（英語：Clarendon）是一個位於美國紐約州奧爾良縣的鎮。

## 人口
根據2020年美國人口普查的數據，克拉倫登的面積為91.22平方千米，皆為陸地。當地共有人口3315人，而人口密度為每平方千米36人。